# Marcos Mauro
Marcos Mauro López Gutiérrez (Avellaneda, Argentina, 9 de enero de 1991) es un futbolista argentino que juega como defensa en el C. F. Fuenlabrada de la Primera Federación.

## Trayectoria
Se formó en las categorías inferiores del C. F. Fuenlabrada hasta que en la temporada 2013-14 firmó por el Villarreal C. F. para jugar con su filial en el que permaneció cuatro años, aunque los dos primeros estuvo cedido en la S. D. Huesca y la La Roda C. F.
En 2017 fichó por el Cádiz C. F. procedente del Villarreal C. F. "B". Con el conjunto gaditano logró un ascenso a Primera División y jugó cien partidos en los que anotó siete goles en cinco temporadas y media hasta la rescisión de su contrato el 19 de enero de 2022. Ese mismo día se hizo oficial su llegada al F. C. Juárez mexicano.
El 29 de diciembre de 2022 regresó a España y firmó por la U. D. Ibiza hasta el final de la campaña con opción a otra. Dejó el club al final de la misma y en el mes de julio se unió al Real Murcia C. F. para la temporada 2023-24. Cuando su contrato expiró, regresó al C. F. Fuenlabrada.

## Estadísticas
Actualizado al último partido disputado el 28 de septiembre de 2024.
| Club                                                    | Div.          | Temporada     | Liga  | Liga  | Copas nacionales(1) | Copas nacionales(1) | Copas internacionales(2) | Copas internacionales(2) | Total | Total |
| Club                                                    | Div.          | Temporada     | Part. | Goles | Part.               | Goles               | Part.                    | Goles                    | Part. | Goles |
| ------------------------------------------------------- | ------------- | ------------- | ----- | ----- | ------------------- | ------------------- | ------------------------ | ------------------------ | ----- | ----- |
| C. F. Fuenlabrada · España                              | 2.ª B         | 2012-13       | 33    | 1     | 3                   | 0                   | —                        | —                        | 36    | 1     |
| S. D. Huesca · España                                   | 2.ª B         | 2013-14       | 23    | 2     | 2                   | 0                   | —                        | —                        | 25    | 2     |
| S. D. Huesca · España                                   | Total club    | Total club    | 23    | 2     | 2                   | 0                   | 0                        | 0                        | 25    | 2     |
| La Roda C. F. · España                                  | 2.ª B         | 2014-15       | 31    | 3     | —                   | —                   | —                        | —                        | 31    | 3     |
| La Roda C. F. · España                                  | Total club    | Total club    | 31    | 3     | 0                   | 0                   | 0                        | 0                        | 31    | 3     |
| Villarreal C. F. "B" · España                           | 2.ª B         | 2015-16       | 35    | 2     | —                   | —                   | —                        | —                        | 35    | 2     |
| Villarreal C. F. "B" · España                           | 2.ª B         | 2016-17       | 23    | 0     | —                   | —                   | —                        | —                        | 23    | 0     |
| Villarreal C. F. "B" · España                           | Total club    | Total club    | 58    | 2     | 0                   | 0                   | 0                        | 0                        | 58    | 2     |
| Cádiz C. F. · España                                    | 2.ª           | 2017-18       | 23    | 0     | 3                   | 0                   | —                        | —                        | 26    | 0     |
| Cádiz C. F. · España                                    | 2.ª           | 2018-19       | 25    | 2     | 3                   | 0                   | —                        | —                        | 28    | 2     |
| Cádiz C. F. · España                                    | 2.ª           | 2019-20       | 17    | 2     | 0                   | 0                   | —                        | —                        | 17    | 2     |
| Cádiz C. F. · España                                    | 1.ª           | 2020-21       | 24    | 2     | 0                   | 0                   | —                        | —                        | 24    | 2     |
| Cádiz C. F. · España                                    | 1.ª           | 2021-22       | 3     | 0     | 2                   | 1                   | ―                        | ―                        | 5     | 1     |
| Cádiz C. F. · España                                    | Total club    | Total club    | 92    | 6     | 8                   | 1                   | 0                        | 0                        | 100   | 7     |
| F. C. Juárez · México                                   | 1.ª           | 2021-22       | 7     | 0     | ―                   | ―                   | ―                        | ―                        | 7     | 0     |
| F. C. Juárez · México                                   | Total club    | Total club    | 7     | 0     | 0                   | 0                   | 0                        | 0                        | 7     | 0     |
| U. D. Ibiza · España                                    | 2.ª           | 2022-23       | 8     | 0     | ―                   | ―                   | ―                        | ―                        | 8     | 0     |
| U. D. Ibiza · España                                    | Total club    | Total club    | 8     | 0     | 0                   | 0                   | 0                        | 0                        | 8     | 0     |
| Real Murcia C. F. · España                              | 1.ª F         | 2023-24       | 19    | 0     | 0                   | 0                   | ―                        | ―                        | 19    | 0     |
| Real Murcia C. F. · España                              | Total club    | Total club    | 19    | 0     | 0                   | 0                   | 0                        | 0                        | 19    | 0     |
| C. F. Fuenlabrada · España                              | 1.ª F         | 2024-25       | 6     | 0     | —                   | —                   | —                        | —                        | 6     | 0     |
| C. F. Fuenlabrada · España                              | Total club    | Total club    | 39    | 1     | 3                   | 0                   | 0                        | 0                        | 42    | 1     |
| Total carrera                                           | Total carrera | Total carrera | 277   | 14    | 13                  | 1                   | 0                        | 0                        | 290   | 15    |
| (1) Incluye datos de la Copa del Rey y Copa Federación. |               |               |       |       |                     |                     |                          |                          |       |       |